# 小笠原長正
小笠原 長正（おがさわら ながまさ）は、室町時代後期（戦国時代）の武将。石見国邑智郡河本郷（現在の島根県邑智郡川本町）の温湯城を本拠とする国人・石見小笠原氏の第10代当主。

## 生涯
石見小笠原氏第9代当主・小笠原長弘の嫡男として生まれる。妻は宍戸元家の娘である大宝女。
長享3年（1489年）2月11日に父・長弘が死去し、その後を継いだ。明応元年（1492年）、石見小笠原氏の菩提寺となる長江寺を創建。
長正の代以前から石見小笠原氏と佐波氏などのように、石見国の国人たちは互いに領境をめぐって争っていたが、明応3年（1494年）に大内氏の家督を継いだ大内義興が大宰府に拠る少弐政資を攻めるにあたり、石見国の諸勢力の和解に務めてその勢力を集結させることに成功。明応5年（1496年）12月から九州侵攻を開始し、石見勢は明応6年（1497年）1月から出陣した。この九州攻めにより、少弐政資・高経父子を滅ぼした。
大内義興の九州攻めでは石見の諸勢力が集結したが、石見国へ帰国すると領境問題が再燃。大内義興は以後も和平工作を続けたが、石見小笠原氏は佐波氏と君谷・吾郷を軸に継続的な抗争が行われ、福屋氏や高橋氏との間でも緊張関係が続いている。
明応9年（1500年）には石見小笠原氏の老臣である坂根五郎左衛門が田津に諏訪神社を勧請し、永正元年（1504年）には長正が湯谷八幡宮を勧請した。
永正2年（1505年）11月28日に死去。嫡男の長定が後を継いだ。